# The Korea Times
The Korea Times gehört neben The Korea Herald und Korea JoongAng Daily zu den drei großen englischsprachigen Tageszeitungen in Südkorea.

## Geschichte
The Korea Times wird seit dem 1. November 1950 herausgegeben. Herausgeber ist der Hankook Ilbo-Verlag, ein großer und bedeutender Zeitungsverlag in Südkorea. The Korea Times ist die älteste unabhängige englischsprachige Zeitung Südkoreas. Sie ist die Schwesterzeitung der koreanischsprachigen Hankook Ilbo. 

## Bedeutung
Als eine der ältesten Zeitungen hat The Korea Times große Bedeutung in Südkorea sowie im Ausland. Sie genießt eine hohe Reputation und ist Leitmedium. Neben südkoreanischen Nachrichten wird auch über Geschehen aus aller Welt sowie Themen aus Wirtschaft, Kultur und Sport berichtet.

## Verbreitung
The Korea Times ist eine der am meisten gelesenen und wichtigsten Zeitungen Südkoreas. Sie ist praktisch überall an Kiosken und Zeitschriftenläden erhältlich. Aufgrund der englischen Sprache wird The Korea Times auch von Ausländern in Südkorea oft gelesen, weswegen sie oftmals auch in Hotels erhältlich ist. Inzwischen ist The Korea Times in 160 Staaten verbreitet.